# Kościół Ducha Świętego w Siedlcach
Kościół pw. Ducha Świętego w Siedlcach – rzymskokatolicki kościół położony w Siedlcach przy ulicy Brzeskiej 37.
Kościół murowany w stylu współczesnym, wybudowany w latach 1995–1999 staraniem ks. prałata Stefana Kornasa.
Konsekrowany w roku 1999  przez ks. bp. Jana Wiktora Nowaka.